# OSI模型
开放式系统互联模型（英語：Open Systems Interconnection Model，縮寫：OSI；簡稱為OSI模型）是一種概念模型，由国际标准化组织提出，一个试图使各种计算机在世界范围内互连为网络的标准框架。定義於ISO/IEC 7498-1。
该模型将通信系统中的数据流划分为七个层，从分布式应用程序数据的最高层表示到跨通信介质传输数据的物理实现。每个中间层为其上一层提供功能，其自身功能则由其下一层提供。功能的类别通过标准的通信协议在软件中实现。其中，第 1 到第 4 层与网络通信技术相关，而第 5 到第 7 层则与用户应用程序有关。
开放式系统互联模型的开发始于上世纪70年代后期，用以支持各种计算机联网方法的出现。在上世纪80年代，该模型成为国际标准化组织（ISO）开放系统互连小组的工作产品。

## 历史
在制定计算机网络标准方面，起着重大作用的两大国际组织是：國際電信聯盟電信標準化部門，与国际标准组织（ISO），虽然它们工作领域不同，但随着科学技术的发展，通信与信息处理之间的界限开始变得比较模糊，这也成了國際電信聯盟電信標準化部門和ISO共同关心的领域。1984年，ISO发布了著名的ISO/IEC 7498标准，它定义了网络互联的7层框架，也就是开放式系统互联参考模型。

## 层次划分
根据建议X.200，OSI将计算机网络体系结构划分为以下七层，标有1～7，第1层在底部。

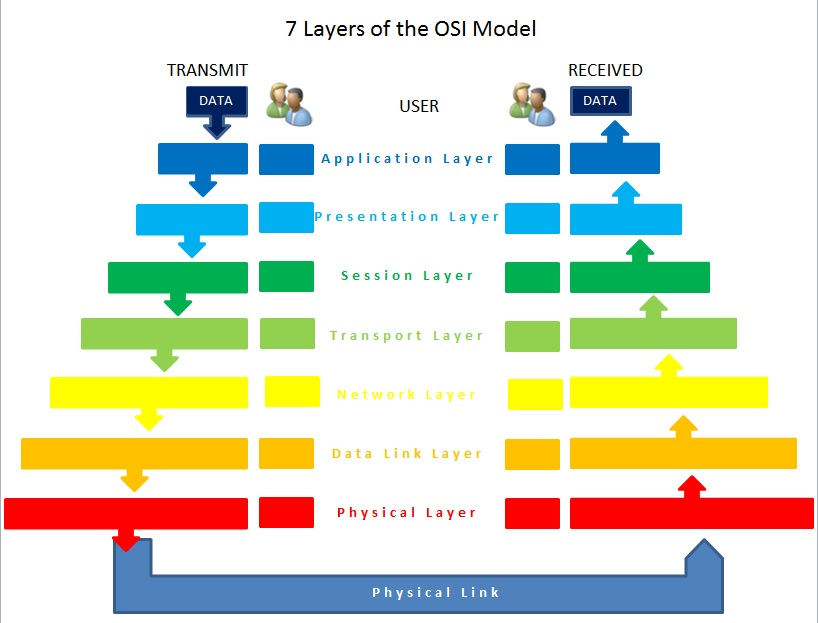
以傳送者跟接收者視角的OSI模型逐層運作介紹

現“OSI/RM”是英文“Open Systems Interconnection Reference Model”的缩写。

### 第7層 應用層
應用層（Application Layer）提供為應用軟件而設計的接口，以設定與另一應用軟件之間的通訊。例如：HTTP、HTTPS、FTP、Telnet、SSH、SMTP、POP3等。

### 第6層 表现层
表现层（Presentation Layer）把數據轉換為能與接收者的系統格式兼容並適合傳輸的格式。

### 第5層 会话层
会话层（Session Layer）負責在數據傳輸中設定和維護计算机網絡中兩台计算机之間的通訊連接。

### 第4層 傳輸層
傳輸層（Transport Layer）把傳輸表頭（TH）加至資料以形成封包。傳輸表頭包含了所使用的協定等傳送資訊。例如:傳輸控制協定（TCP）等。

### 第3層 網路層
網路層（Network Layer）決定數據的路徑選擇和轉寄，将網絡表頭（NH）加至數據包，以形成封包。網絡表頭包含了網絡資料。例如:互聯網協定（IP）、路由器等。

### 第2層
資料連結層（Data Link Layer）負責網絡尋址、錯誤偵測和改錯。當表頭和表尾被加至數據包時，會形成数据帧（Data Frame）。數據鏈表頭（DLH）是包含了實體位址和錯誤偵測及改錯的方法。數據鏈表尾（DLT）是一串指示數據包末端的字符串。例如以太網、無線局域网（Wi-Fi）和通用分組無線服務（GPRS）等。
分为两个子层：逻辑链路控制（logical link control，LLC）子层和介质访问控制（Media access control，MAC）子层。

### 第1層 實體層
實體層（Physical Layer）負責管理電腦通訊設備和網絡媒體之間的互通。包括了針腳、電壓、線纜規範、集線器、中繼器、網卡、網路線、主機介面卡等。

## 影响
OSI是一个定义良好的协议规范集，并有许多可选部分完成类似的任务。它定义了开放系统的层次结构、层次之间的相互关系以及各层所包括的可能的任务，作为一个框架来协调和组织各层所提供的服务。
OSI参考模型并没有提供一个可以实现的方法，而是描述了一些概念，用来协调进程间通信标准的制定。即OSI参考模型并不是一个标准，而是一个在制定标准时所使用的概念性框架。